# Riedschachen
Das Gebiet Riedschachen ist ein vom damaligen württembergischen Kultminister am 10. Februar 1941 durch Verordnung ausgewiesenes Naturschutzgebiet auf dem Gebiet der Stadt Bad Schussenried im Landkreis Biberach. Es ist Bestandteil des Vogelschutzgebiets Federseeried und des FFH-Gebiets Federsee und Blinder See bei Kanzach.

## Lage
Das Naturschutzgebiet Riedschachen liegt ca. einen Kilometer nordwestlich der Siedlung Sattenbeuren auf der Gemarkung Schussenried im südlichen Teil des Federseebeckens. Das Gebiet gehört zum Naturraum Donau-Ablach-Platten.

## Landschaftscharakter
Das Schutzgebiet ist von einem ehemaligen Moorrandwald bedeckt, der sich infolge von Entwässerungsmaßnahmen in der Umgebung heute zu einem Laubmischwald mit Fichten, Birken, Kiefern und Buchen entwickelt hat. Durch den Status als Bannwald hat sich ein hoher Totholzanteil gebildet.